# Oxicesta chameenices
Oxicesta chameenices là một loài bướm đêm trong họ Noctuidae.